# Nesles (Pas de Calais)
Nesles és un municipi francès al departament del Pas de Calais (regió dels Alts de França. L'any 2007 tenia 1.047 habitants.

## Demografia

### Població
El 2007 la població de fet de Nesles era de 1.047 persones. Hi havia 343 famílies de les quals 64 eren unipersonals (12 homes vivint sols i 52 dones vivint soles), 80 parelles sense fills, 179 parelles amb fills i 20 famílies monoparentals amb fills.
La població ha evolucionat segons el següent gràfic:

### Habitatges
El 2007 hi havia 376 habitatges, 359 eren l'habitatge principal de la família, 3 eren segones residències i 14 estaven desocupats. 367 eren cases i 8 eren apartaments. Dels 359 habitatges principals, 247 estaven ocupats pels seus propietaris, 105 estaven llogats i ocupats pels llogaters i 7 estaven cedits a títol gratuït; 1 tenia una cambra, 5 en tenien dues, 30 en tenien tres, 122 en tenien quatre i 201 en tenien cinc o més. 234 habitatges disposaven pel capbaix d'una plaça de pàrquing. A 172 habitatges hi havia un automòbil i a 117 n'hi havia dos o més.

### Piràmide de població
La piràmide de població per edats i sexe el 2009 era:
| Homes | Edats   | Dones |
| ----- | ------- | ----- |
| 0     | 95 o +  | 0     |
| 0     | 90 a 94 | 0     |
| 0     | 85 a 89 | 4     |
| 8     | 80 a 84 | 0     |
| 16    | 75 a 79 | 20    |
| 12    | 70 a 74 | 28    |
| 36    | 65 a 69 | 36    |
| 24    | 60 a 64 | 32    |
| 8     | 55 a 59 | 4     |
| 16    | 50 a 54 | 4     |
| 32    | 45 a 49 | 32    |
| 72    | 40 a 44 | 56    |
| 40    | 35 a 39 | 32    |
| 20    | 30 a 34 | 36    |
| 28    | 25 a 29 | 36    |
| 32    | 20 a 24 | 24    |
| 56    | 15 a 19 | 52    |
| 56    | 10 a 14 | 40    |
| 44    | 5 a 9   | 68    |
| 40    | 0 a 4   | 32    |

## Economia
El 2007 la població en edat de treballar era de 670 persones, 442 eren actives i 228 eren inactives. De les 442 persones actives 362 estaven ocupades (225 homes i 137 dones) i 80 estaven aturades (39 homes i 41 dones). De les 228 persones inactives 40 estaven jubilades, 77 estaven estudiant i 111 estaven classificades com a «altres inactius».

### Ingressos
El 2009 a Nesles hi havia 364 unitats fiscals que integraven 979 persones, la mediana anual d'ingressos fiscals per persona era de 14.169 €.

### Activitats econòmiques
Dels 13 establiments que hi havia el 2007, 1 era d'una empresa extractiva, 5 d'empreses de fabricació d'altres productes industrials, 1 d'una empresa de construcció, 1 d'una empresa de comerç i reparació d'automòbils, 1 d'una empresa d'hostatgeria i restauració, 2 d'empreses immobiliàries, 1 d'una entitat de l'administració pública i 1 d'una empresa classificada com a «altres activitats de serveis».
Dels 3 establiments de servei als particulars que hi havia el 2009, 1 era una perruqueria, 1 restaurant i 1 agència immobiliària.
L'únic establiment comercial que hi havia el 2009 era un supermercat.
L'any 2000 a Nesles hi havia tres explotacions agrícoles.

## Equipaments sanitaris i escolars
L'únic equipament sanitari que hi havia el 2009 era una ambulància. El 2009 hi havia una escola elemental.

## Poblacions més properes
El següent diagrama mostra les poblacions més properes.